# Philadelphia 76ers
Los Philadelphia 76ers (en español, «Los del 76 de Filadelfia»), también conocidos como Sixers, son un equipo profesional de baloncesto de los Estados Unidos con sede en Filadelfia, Pensilvania. Compiten en la División Atlántico de la Conferencia Este de la National Basketball Association (NBA) y disputan sus partidos como locales en el Wells Fargo Center.
El equipo fue fundado en 1946 en la ciudad neoyorquina de Syracuse con el nombre de Syracuse Nationals. A lo largo de su extensa historia, los 76ers han logrado 11 títulos de división, 5 de conferencia y han sido campeones de la NBA en dos ocasiones con el nombre actual (1967 y 1983) y una bajo el nombre de Syracuse Nationals (1955). Su nombre hace referencia a la fecha de la Declaración de Independencia de los Estados Unidos (1776).

## Pabellones
- Convention Hall y Philadelphia Arena (1963–1967)
- The Spectrum (1967-1996)
- Wells Fargo Center (1996-presente)

## Historia

### 1946-1963: Los Syracuse Nationals
Los 76ers es la franquicia más antigua de toda la NBA de momento. Comenzaron en 1939 con el nombre de Syracuse Nationals como un equipo profesional de baloncesto independiente, sin afiliación a ninguna liga. En 1946, se unieron a la National Basketball League, convirtiéndose en el equipo situado más al este en una liga predominada por equipos del medio-este estadounidense. Era propiedad del inmigrante italiano Danny Biasone, y en su primera temporada, tras acabar con 21 victorias y 23 derrotas, consiguieron acceder a los play-offs, donde fueron abatidos por sus vecinos del norte, los Rochester Royals, en 4 partidos. Tras otra temporada en la cual fueron de nuevo batidos a las primeras de cambio en playoffs, al año siguiente se incorporó como jugador Dolph Schayes, con el cual consiguieron por primera vez un balance positivo al final de la temporada regular, ganando 40 de los 63 partidos de la liga regular. Tras pasar la primera ronda de playoffs, acabaron sucumbiendo ante Anderson Duffey Packers en 4 partidos. En 1949, los Nationals, junto con otros siete equipos de la NBL se fusionaron con la Basketball Association of America para formar la NBA.
Su primera temporada en la gran liga no pudo ser mejor, ya que llegaron a las Finales de la NBA, cayendo derrotados ante Minneapolis Lakers, que contaba en sus filas con jugadores como George Mikan, Jim Pollard o Vern Mikkelsen. Al año siguiente el rendimiento del equipo no fue tan bueno en la fase regular, acabando con 32 victorias y 34 derrotas, en la cuarta posición de la División Este. Pero al llegar los playoffs se transformaron, derrotando a los favoritos, Philadelphia Warriors por 2-0 en las Semifinales de Conferencia, cayendo finalmente ante los New York Knicks en 5 partidos en las Finales de Conferencia, perdiendo por dos puntos en el quinto y definitivo partido. En 1955, los Nationals (liderados por Dolph Schayes) ganaron por fin el campeonato.
En los siguientes años, los Nationals tuvieron que lidiar con una liga dominada por equipos como los Boston Celtics de Bill Russell, los Philadelphia Warriors de Wilt Chamberlain o los St. Louis Hawks de Bob Pettit, lo que relegó a los Nationals a un segundo plano, finalizando en tercera posición y siendo eliminados de primera ronda de playoffs por los Warriors.
En 1960, cuando los Lakers se mudaron a Los Ángeles, los Nationals se convirtieron en el primer equipo original de la NBL en la NBA en jugar en su ciudad de origen. En la 1960-61 los Nationals se vengaron de los Warriors al eliminarlos en tres partidos, pero serían vencidos por los Celtics, eventuales campeones. En las siguientes temporadas, los Nationals serían eliminados por los Warriors en la 1961-62 y por los Cincinnati Royals en la 1962-63.

### Philadelphia nuevamente en la NBA
A comienzos de los años 1960, los Nationals pasaban por un mal momento. Syracuse era una de las últimas ciudades de tamaño medio, pero resultaba muy pequeña para que un equipo profesional sea rentable. El empresario papelero Irv Kosloff compró los Nationals a Danny Biasone y mudó el equipo a Filadelfia en 1963. La NBA, entonces, retornaba a Filadelfia un año después de que los Warriors se mudaran a San Francisco. Se llevó a cabo un concurso para decidir que nombre llevaría el equipo, el ganador fue Walt Stahlberg, quien propuso el nombre de "76ers," en conmemoración de la firma de la declaración de independencia llevada a cabo en Filadelfia en 1776. El nombre fue rápidamente acortado a "Sixers" por los medios, y pronto ambos nombres se usaron indistintamente para referirse al equipo.

### 1964-67: La era de Wilt Chamberlain

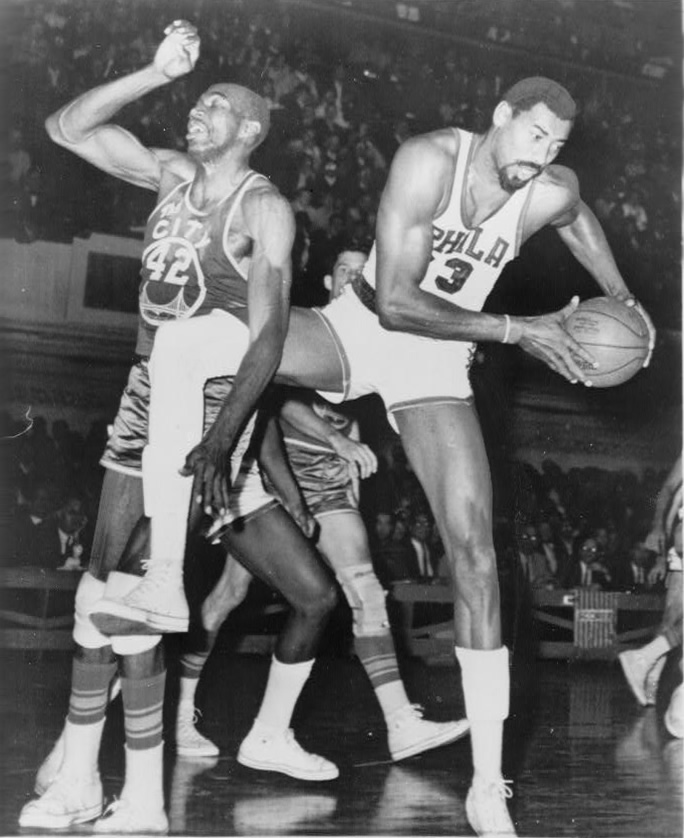
Wilt Chamberlain lideró a los 76ers a su primer campeonato.

Durante los primeros cuatro años en Filadelfia, los Sixers jugaron en el Arena and Civic Center-Convention Hall, salvo un ocasional partido en The Palestra perteneciente a la Universidad de Pensilvania. En la temporada 1964-65, contrataron al legendario Wilt Chamberlain procedente de los Warriors, una leyenda de instituto y viejo conocido de los antiguos Syracuse Nationals. Los Sixers debían definir las Finales de Conferencia en el séptimo partido de la serie frente a Boston Celtics en la cual fueron derrotados 110–108 en un reñidísimo partido.
Pero la temporada 1966-67 fue sin duda la mejor en la historia de los 76ers, dirigidos por el entrenador Alex Hannum y en pista por Chamberlain, los 76ers comenzaron con un récord de 46-4, finalizando con un 68-13, el segundo mejor global en la historia de la liga por entonces. Con un equipo formado por el propio Chamberlain, Billy Cunningham, Hal Greer, Chet Walker, Lucious Jackson o Wali Jones, los 76ers vencieron en semifinales de playoffs a los Boston Celtics de Bill Russell que habían ganado el anillo en ocho ocasiones consecutivas. En las Finales de la NBA se impusieron a San Francisco Warriors, ganando los 76ers el anillo por segunda vez en su historia.
Para la 1967-68 los Sixers se preparaban para revalidar campeonato y a la vez estrenar pabellón, The Spectrum. Clasificados para playoffs, los 76ers vencían a los Celtics por 3-1, pero estos se las arreglaron para dar la vuelta a la eliminatoria y ganar por 4-3, tomándose revancha de la pasada temporada. Tras terminar la sesión, los Sixers traspasaron a su jugador franquicia, Chamberlain, a Los Angeles Lakers. Hasta entonces se había rumoreado una marcha de Chamberlain a la ABA (competencia de la NBA), lo que hizo que los Sixers lo traspasaran de forma precipitada, obteniendo apenas nada a cambio. A su vez enviaron a Chet Walker a Chicago Bulls.

### 1968-1974: La caída de los 76ers
Privados del que había sido su mejor jugador hasta entonces, los Sixers iniciaron un evidente declive, ya que en las siguientes tres temporadas no lograron superar la primera ronda de playoffs. En la 1971-72 ni siquiera lograron clasificarse para playoffs por primera vez en la historia del equipo.
La peor temporada fue la de 1972-73. Comenzaron perdiendo los primeros 15 partidos de la temporada, y unos pocos meses después fijaron lo que fue en esa época un récord de 20 derrotas seguidas en una sola temporada. Luego de las 20 derrotas tenían un récord de 4–58, y en ese momento llevaban perdidos 34 de los últimos 35 partidos. Finalizaron la temporada con solo 9 victorias en 82 partidos, por lo que la prensa de Filadelfia los apodó Nine and 73-ers (haciendo referencia a las 9 victorias y 73 derrotas obtenidas). Terminaron ese año con 59 partidos ganados menos que el campeón de la división, los Celtics. Las 9 victorias logradas por el equipo de 1972-73 es la segunda cantidad más baja en la historia de la NBA, solo superada por los seis partidos obtenidos por Providence Steamrollers en la corta temporada 1947-48. Las 73 derrotas, sin embargo, constituyen la mayor cantidad sufrida por una franquicia en una sola temporada. Como dato curioso cabe destacar que solo 6 años antes los 76ers habían fijado el récord de mayor victorias en una sola temporada.
Al año siguiente, Gene Shue sería contratado como entrenador y lentamente irían recuperando nivel. En la temporada 1975-76, los Sixers contrataron a George McGinnis procedente del equipo de la ABA Indiana Pacers y con él lograrían alcanzar los playoffs tras 5 años de ausencia en el cual perdieron frente a Buffalo Braves en tres partidos. Ese año, los Sixers seleccionarían en el draft a un importante jugador de futuro, Darryl Dawkins.

### 1976-1984: Los años de Erving y Malone

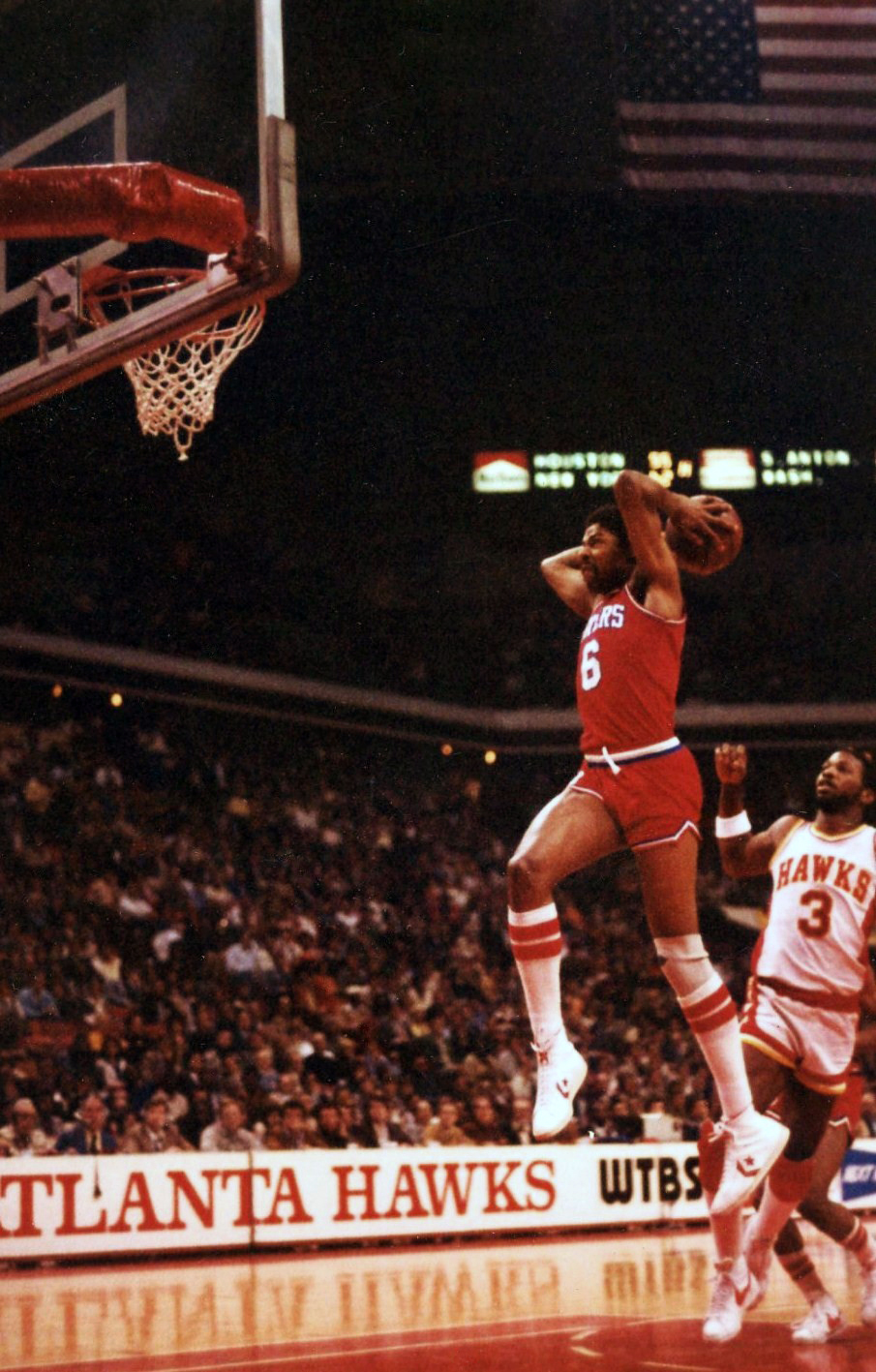
Erving ganó el anillo con los 76ers en 1983.

En 1976, los Sixers se aprovecharon de los problemas financieros de los New York Nets para fichar a bajo precio a Julius Erving, el que sería a la postre uno de los más míticos jugadores de la historia de la franquicia. Poco antes de este fichaje, el propietario de los Sixers, Kosloff, vendió el equipo al filántropo Fitz Eugene Dixon, Jr.
Liderados por Erving (el Doctor J), los 76ers vencerían a sus viejos rivales de los Boston Celtics y después a los Houston Rockets de un futuro conocido de los de Filadelfia, Moses Malone. En las Finales de la NBA se enfrentarían a los Portland Trail Blazers de Bill Walton, siendo vencidos por 4-2 después de comenzar ganando los dos primeros partidos.
Para la 1977-78, los 76ers iniciaron su ofensiva por el campeonato con el lema "We owe you one" ("Os debemos una"). Los Sixers serían vencidos en las Finales de Conferencia por Washington Bullets, a la postre campeones. Los 76ers siguieron siendo perennes candidatos al título, y en la 1979-80 perderían ante Los Angeles Lakers en las Finales de la NBA por 4-2, en una afamada eliminatoria donde el rookie Magic Johnson llegaría a jugar de pívot. En la 1981-82, los Sixers vencieron a los Celtics por 4-3 en una reñidísima eliminatoria, pero perdiendo en la final ante los Lakers.
Para la 1982-83 llegaría la pieza clave que necesitaban los Sixers, el pívot Moses Malone. Liderados por Erving y Mo Malone, y acompañados por jugadores All-Star como Maurice Cheeks, Andrew Toney o Bobby Jones, los Sixers dominaron la temporada regular terminando con 65 victorias, su segunda mejor marca en la historia de la franquicia. Malone ganaría el MVP como jugador más valioso de la liga. En playoffs, los Sixers ganaron a New York Knicks en primera ronda por 4-0 y después a Milwaukee Bucks por 4-1. En las Finales, los 76ers aplicaron un sweep (4-0) a los Lakers, los cuales les habían dejado sin anillo en la pasada temporada, ganando el campeonato por tercera vez y el segundo de los Sixers en Filadelfia. El récord de los Sixers en playoffs de 12 victorias y solo una derrota solo sería superado en 2001 por los mismos Lakers de Shaquille O'Neal y Kobe Bryant.

### 1984-1992: La era de Charles Barkley

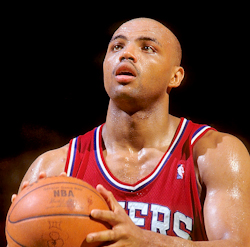
Charles Barkley.

Tras una decepcionante temporada en 1983-84, Charles Barkley llegó a Filadelfia en la siguiente temporada. Durante las próximas temporadas, Barkley encantaría a los seguidores de los Sixers gracias a su forma de ser, gracioso y a veces controvertido. Los 76ers retornaron a las Finales de Conferencia, pero perdieron con los Celtics en cinco partidos. Para la temporada siguiente, Matt Guokas reemplazó a Billy Cunningham como entrenador, liderando al equipo hacia la segunda ronda de los playoffs en 1985-86, donde fue derrotado por Milwaukee Bucks en siete encuentros.
El 16 de junio de 1986, Katz hizo dos de los traspasos más controvertidos y criticados en la historia de la franquicia, traspasando a Moses Malone a Washington y la primera elección en el draft de 1986 (que había sido obtenido de San Diego Clippers en una traspaso por Joe Bryant en 1979) a Cleveland Cavaliers. A cambio de eso, los Sixers recibieron a Roy Hinson, Jeff Ruland, y Cliff Robinson, ninguno de los cuales jugaría más de tres temporadas con el equipo. Cleveland, mientras tanto, capitalizó su elección en un futuro estrella Brad Daugherty. Los 76ers regresaron a los playoffs en 1986-87, pero se vieron derrotados por Milwaukee. En 1987-88, con un récord de 20–23, Guokas fue despedido y reemplazado por el asistente Jim Lynam. Lynam finalizó la temporada 16-13, y el equipo con 36-46, fallando en alcanzar la postemporada por primera vez desde 1974-75. Filadelfia seleccionó a Charles Smith con su primera elección en el draft de 1988, luego lo traspasó a Los Angeles Clippers por su primera elección, Hersey Hawkins. En cinco temporadas con los Sixers, Hawkins promedió 19 puntos por partido, y abandonó el equipo como el líder histórico en tiros de tres puntos intentados y anotados
En 1988-89, los Philadelphia 76ers volvieron a los playoffs tras un año de ausencia, pero fueron barridos en primera ronda por los New York Knicks. En 1989-90, Barkley terminó segundo en la votación del MVP de la temporada, mientras que el equipo ganó el título de división. Tras derrotar a Cleveland Cavaliers en la primera ronda de los playoffs, los Philadelphia 76ers se enfrentaron a los Chicago Bulls de Michael Jordan. Fueron vencidos por los Bulls en cinco partidos, y repetirían su actuación al año siguiente, 1991 barriendo a los Bucks en la primera ronda. Algunas personas piensan que las derrotas en postemporada frente a Chicago fueron el comienzo del fin de la estadía de Barkley en Filadelfia. En 1991-92, los 76ers no participaron en la postemporada por segunda ocasión en los ocho años que Barkley estuvo en el equipo. El 17 de junio de 1992, Barkley fue traspasado a Phoenix Suns a cambio de Jeff Hornacek, Tim Perry, y Andrew Lang, en un traspaso muy criticado por los fanes de Pensilvania.

### 1994-96: Los Años Oscuros
Lynam dejó su posición de entrenador para convertirse en general mánager en el transcurso la temporada 1991-92, y contrató a Doug Moe para cubrir el puesto vacante. Moe dirigiría solo 56 partidos, con un récord negativo de 19–37. El popular exjugador y por mucho tiempo entrenador asistente, Fred Carter sucedió a Moe en el cargo a partir de marzo de 1993, pero no logró más que un pobre récord de 32–76. Para la temporada 1993-94, John Lucas fue contratado con el doble rol de entrenador y gerente general. Lucas había tenido años exitosos como entrenador de San Antonio Spurs, y los Philadelphia 76ers esperaban que pudiera devolver el buen juego a los 76ers. Sin embargo, sucedió todo lo contrario, ya que el equipo tuvo un récord de 42–122 en las dos temporadas bajo el mando de Lucas. La contratación de jugadores poco productivos como Scott Williams y Charles Shackleford, jugadores al final de sus carreras como LaSalle Thompson, Orlando Woolridge, y Scott Skiles junto con unos decepcionantes novatos elegidos en las primeras rondas del draft como Shawn Bradley y Sharone Wright fueron factores importantes en la mala situación del equipo. De hecho, Wright jugó solamente en 4 temporadas de la NBA mientras que Eddie Jones, elegido en el draft 4 puestos debajo de Wright en 1994 por los L.A. Lakers está en su 14.ª temporada siendo un jugador importante para su equipo.
Comenzando en 1990-91 y finalizando en 1995-96, los 76ers tuvieron la poco agraciada distinción de haber tenido un récord peor al anterior cada año. El peor momento fue en 1995-96, cuando terminaron 18–64, el segundo peor balance en la historia de la franquicia. Fue además el segundo peor en la liga ese año, superando solo a Vancouver Grizzlies e incluso superado por los debutantes Toronto Raptors. Katz, quién no era querido por los aficionados desde los traspasos de 1986, vendió la franquicia a un consorcio liderado por el dueño de los Philadelphia Flyers, Ed Snider y la corporación Comcast a finales de esa temporada, con Pat Croce, quien había sido preparador tanto de los Flyers como los Sixers, tomando el rol de presidente.
Muchos seguidores de los 76ers denominaron a estos años como "La Época Oscura". Sin embargo, después de muchos años de poca fortuna, hubo una luz de esperanza. El equipo ganó la primera elección en el Draft de la NBA de 1996. En esa ocasión, los Sixers elegirían a Allen Iverson. La llegada de Iverson y la mudanza del equipo a un nuevo estadio, el CoreStates Center, parecía alumbrar una nueva era.

### 1996-2006: La era de Allen Iverson

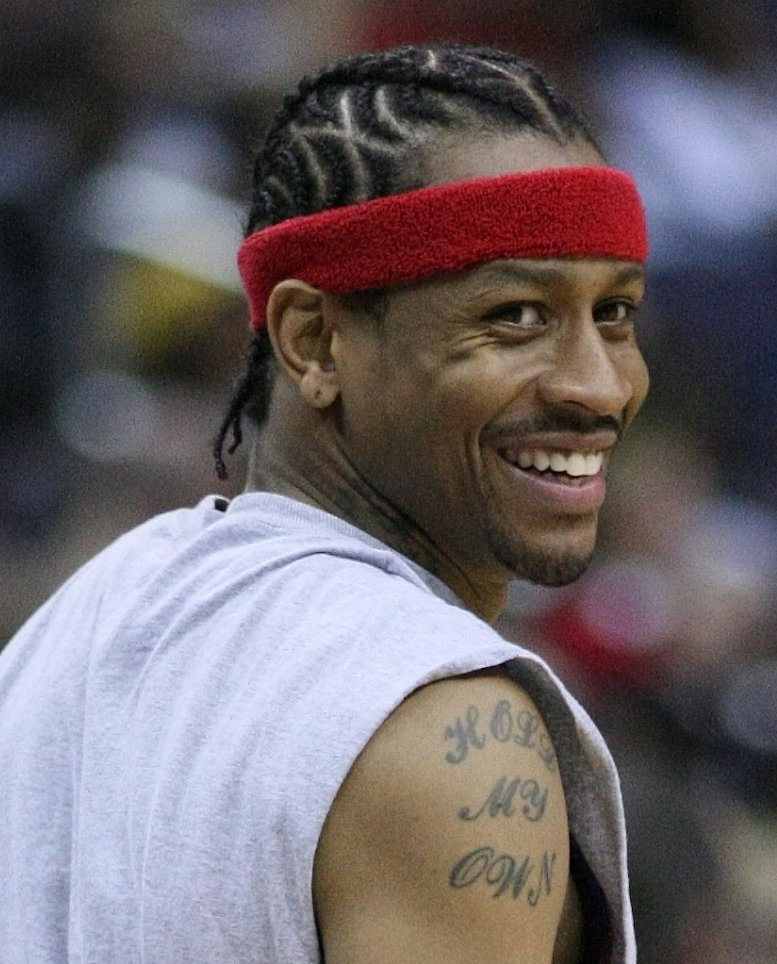
Allen Iverson se convirtió en el icono de los 76ers durante una década y de la NBA en su conjunto

La llegada del prometedor pero polémico Allen Iverson inició una nueva era en el conjunto de la ciudad del amor fraternal. Iverson tuvo una temporada rookie espectacular, llegando a anotar 50 puntos ante Cleveland Cavaliers y convirtiéndose en el segundo jugador más joven en anotar 50 puntos o más después de Rick Barry, ganando el trofeo a Rookie del Año de la NBA; esa temporada también pasó a la historia por la icónica jugada de Iverson ante Michael Jordan. El equipo, dirigido por Johnny Davis y con Brad Greenberg como mánager general, no tuvo un buen año, finalizando con un récord de 22-60.
Se necesitaban hacer cambios después de la temporada 1996-97. Davis y Greenberg fueron despedidos de sus cargos e incluso se crearon un nuevo logo y un nuevo diseño de la camiseta que parecía querer reflejar el cambio de rumbo completo que sufriría la franquicia para los próximos años. El nuevo entrenador escogido para esta era fue Larry Brown, conocido por su capacidad para lograr una gran disciplina defensiva y por su carácter capaz de trabajar con jugadores «problemáticos».

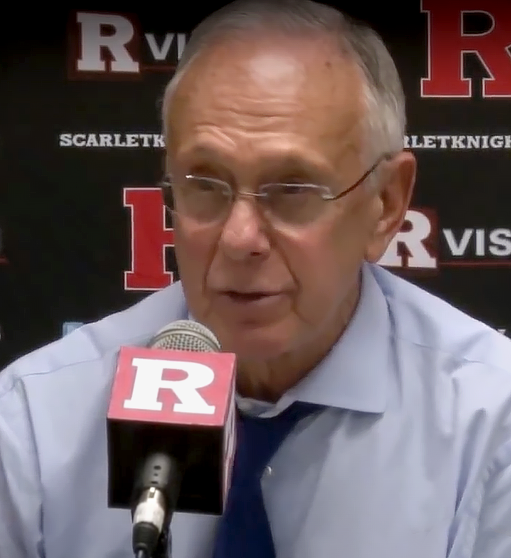
Con Larry Brown de entrenador, los 76ers alcanzaron sus mejores resultados hasta la fecha

En la 1997-98 la mano de Larry Brown se empezó a notar y el conjunto de Filadelfia alcanzó las 31 victorias. A comienzos de esa temporada, traspasaron a Jerry Stackhouse, quien había sido elegido en el tercer puesto del Draft de 1995, a Detroit Pistons; a cambio, los Philadelphia 76ers recibieron a Aaron McKie y Theo Ratliff, jugadores de un gran despliegue defensivo que ayudarían al resurgimiento del equipo. Fue también adquirido Eric Snow procedente de Seattle SuperSonics en enero de 1998.
Previo al inicio de la temporada 1998-99, los 76ers contrataron a George Lynch y Matt Geiger, temporada que sería acortada a 50 partidos, debido al cierre patronal de la NBA —conocido como lockout—. En el transcurso de la temporada, los Philadelphia 76ers contrataron a Tyrone Hill en una operación realizada con Milwaukee. El equipo comenzó con su renacimiento durante esta temporada atípica, con un récord de 28–22 y el sexto puesto en la Conferencia Este, primera vez en la postemporada desde 1991. En primera ronda, los Philadelphia 76ers derrotaron a Orlando Magic, 3-1, para luego ser barridos por Indiana Pacers.
Al año siguiente, los Sixers quedaron quintos con un récord de 49–33. Nuevamente, superaron la primera ronda en cuatro partidos, esta vez venciendo a Charlotte Hornets. Por segundo año consecutivo, cayeron frente a Indiana en la segunda ronda, esta vez en seis encuentros. Iverson y Brown continuaron con sus diferencias y la relación llegó a tal punto que llegó a ser muy probable la marcha del jugador. Surgió un rumor de traspaso a Los Angeles Clippers que no llegó a buen puerto y después un complicado trato entre cuatro equipos que hubiera llevado a Iverson a Detroit Pistons, lo que al final no se produjo por problemas con el límite de salarios. Cuando quedó claro que Iverson se quedaba en los Philadelphia 76ers, él y Brown se reconciliaron y la progresión del equipo se notaría con claridad para la 2000-01.

#### 2000-2001: Finales de la NBA
Durante esa temporada, los 76ers comenzaron ganando sus primeros diez partidos y su récord llegaría a estar 41–14 a mediados de la temporada regular. Larry Brown fue elegido entrenador de la Conferencia Este en el All-Star Game y Allen Iverson nombrado MVP del All-Star. El bloque conformado por Eric Snow-Allen Iverson-Aaron McKie-Tyrone Hill-Theo Ratliff se convirtió en uno de los más sólidos de la liga. Pese a todo, la temporada no estuvo exenta de polémicas, llegando incluso Larry Brown a estar a punto de dimitir tras un partido contra Dallas Mavericks por motivos personales.
Unos días antes del All Star Weekend, Theo Ratliff fue dado de baja por el resto de la temporada a causa de una lesión en la muñeca. Sintiendo la necesidad de contar con un pívot de jerarquía para hacer un buen papel en los playoffs, los Philadelphia adquirieron a Dikembe Mutombo procedente de Atlanta Hawks en un traspaso que envió a Ratliff, Nazr Mohammed, Toni Kukoč, y Pepe Sánchez a Atlanta —Sánchez sería recontratado más tarde—. Al final de la temporada, las 56 victorias obtenidas por el equipo eran compartidas con Los Angeles Lakers como la segunda mayor cantidad de la liga detrás de las 58 de San Antonio Spurs, sin embargo, los Lakers se clasificaron por encima de ellos. Los filadelfianos obtuvieron su primer título de campeones de la División Atlántico y emergieron como campeones de la Conferencia Este con un récord de 56-26.
En la primera ronda de los playoffs, los Philadelphia 76ers se enfrentaron de nuevo a quien se había convertido en su némesis en los últimos años, Indiana Pacers. En el primer encuentro, los 76ers desperdiciaron una ventaja de 18 puntos y perdieron 79–78, cuando Reggie Miller encestó un triple en los segundos finales. Philadelphia se sobrepuso y venció en los siguientes tres partidos para hacerse con la serie. 
En las Semifinales de Conferencia, los Sixers se enfrentaron a los Toronto Raptors de Vince Carter, el considerado uno de los sucesores del legado de Michael Jordan. Los equipos alternaron victorias en los primeros cuatro partidos, con Iverson anotando 54 puntos en la victoria de los Philadelphia 76ers en el segundo partido. En el quinto encuentro, los 76ers comenzaron liderando 33–12 tras el primer cuarto y derrotaron a Toronto, 121–88, con 52 puntos de Iverson. Los Raptors ganaron el sexto partido, decidiendo la serie en el séptimo partido en el First Union Center. Con los Sixers venciendo por 88–87, Carter falló el lanzamiento final para enviar a los Philadelphia 76ers a las Finales de Conferencia frente a los Milwaukee Bucks. 
Después de que se repartieran los dos primeros partidos, se dio a conocer que Iverson no jugaría en el tercer encuentro debido a varias lesiones que lo aquejaron también más adelante. Pese a que los pronósticos afirmaban que Milwaukee ganaría fácilmente, los 76ers dieron pelea hasta el final, cayendo 80-74. Los Sixers ganaron el cuarto y quinto partido y fueron derrotados en el sexto. En el séptimo encuentro, los Bucks lideraban 34–25 en el segundo cuarto, hasta que un suplente que rara vez jugaba, Raja Bell, anotó 10 puntos para lograr un parcial de 23–4 que le dio el liderazgo a los Philadelphia; Iverson anotó 44 puntos y los 76ers mantuvieron su nivel en la segunda mitad para ganar 108–91, alcanzando las Finales de la NBA por primera vez desde 1983. Su oponente sería Los Angeles Lakers, que venían invictos con once victorias en las tres series anteriores de playoffs y era esperado por la mayoría del público que derrotaran rápidamente a los Sixers.
En el primer partido, los Lakers tomaron la delantera por 18–5, pero los Sixers se recuperaron y sacaron una ventaja de 15 puntos en la segunda mitad; Los Ángeles jugaron duro para empatar 94–94 el partido al final del tiempo regular. Pese al espectacular partido que estaba realizando Shaquille O'Neal, Iverson se configuró para realizar una de las mejores noches de su carrera, respondiendo los 76ers con un parcial de 13–2 para dar fin al partido, venciendo por 107–101; contra todos los pronósticos, Philadelphia se adelantaba en la eliminatoria. Sin embargo, sería la única victoria que el equipo de Filadelfia pudo obtener en estas Finales de la NBA. Aaron McKie se lesionó y los Lakers ganarían el segundo partido tras un gran último cuarto. La serie se desplazó a Filadelfia para el tercer encuentro; en el último cuarto, O'Neal fue expulsado tras cometer seis faltas y los 76ers comenzaron a remontar, hasta que Robert Horry anotaba un triple en el minuto final para los Lakers que les otorgó la victoria, perdiendo 91-86. En los dos últimos partidos, los angelinos obtuvieron dos triunfos por 100-86 y 108-96. Pese a que no lograron obtener el anillo, los 76ers se ganaron el respeto del baloncesto por plantar cara a una plantilla considerada superior a la suya y tras ganar los trofeos de MVP de la temporada para Iverson, Entrenador del Año para Larry Brown, Mejor Defensor de la NBA para Mutombo y Mejor Sexto Hombre de la NBA para McKie.

#### Marcha de Larry Brown y decadencia
Los 76ers empezaron la temporada 2001-02 con altas expectativas, pues mantuvieron el bloque finalista del año pasado, exceptuando por Tyrone Hill, quien fue traspasado a Cleveland Cavaliers. Pese a todo, solo pudieron clasificarse como sextos de la Conferencia Este, con un récord de 43-39, un mediocre resultado en comparación al bloque campeón de la 2000-01, cayendo en la primera ronda de playoffs ante Boston Celtics por 3-2.
Para la 2002-03, los Sixers traspasaron a Mutombo a New Jersey Nets a cambio de Keith Van Horn y Todd McCulloch. El equipo comenzó bien, con un parcial de 15-4, hasta que acumularon una racha del doble de derrotas que de victorias que les dejó 25-24 antes del All-Star. Los 76ers consiguieron reaccionar y ganar nueve partidos seguidos para finalizar 48-34 y cuartos de la Conferencia Este. En playoffs se enfrentaron a New Orleans Hornets, con un Iverson que anotó 55 puntos en el primer partido y 45 en el sexto, ganando 76ers por un global de 4-2. En la segunda ronda, Detroit Pistons venció a los 76ers en seis encuentros.
En el Memorial Day del 2003, Brown renunció a su cargo de entrenador, tomando el cargo en Detroit a los pocos días. Tras ser rechazados por Jeff Van Gundy y Eddie Jordan, los 76ers contrataron a Randy Ayers, quien había sido asistente de Brown, como el nuevo entrenador. Ayers duró 52 partidos al frente del equipo, pues fue despedido cuando el equipo llevaba un récord de 21–31. Chris Ford tomó su lugar, pero los Sixers terminaron la temporada 33–49, faltando a los playoffs por primera vez en seis años. Iverson, quien no tuvo una muy buena relación con Ford durante la segunda mitad de la temporada, jugó solo 48 partidos en una temporada plagada de lesiones y actos de indisciplina. Tras esta temporada, fue nombrado entrenador Jim O'Brien, oriundo de Filadelfia. 
Iverson volvió a su posición anterior como base y mejoró notablemente su rendimiento, teniendo su mejor temporada. También impresionó a muchos con su intención de incluir a otros jugadores en la ofensiva. Durante la temporada 2004-05, los 76ers contrataron a Chris Webber en un traspaso con Sacramento Kings con la esperanza de que este se convirtiera en la segunda opción en el ataque después de Iverson que tanto había buscado el equipo; Corliss Williamson y Jamal Mashburn también llegaron al equipo, aunque el segundo no pudo jugar ningún partido debido a una lesión y se terminaría retirando a final de temporada. Andre Iguodala, elección de primera ronda del draft, fue elegido para el equipo de novatos que participó en el All-Star Weekend y los Sixers regresaron a los playoffs con un récord de 43–39.
En su regreso a la postemporada tras la época de Larry Brown, fueron derrotados por los vigentes campeones, Detroit Pistons, dirigidos por el propio Larry Brown. Para la temporada siguiente, O'Brien fue despedido y reemplazado por Maurice Cheeks, quien había jugado para el equipo entre 1978 y 1989 siendo el base titular del equipo campeón de 1983. Sin embargo, el cambio de entrenador no mejoró la situación del equipo. Una racha de 2 victorias y 10 derrotas en marzo fue la causa de que no alcanzaran la postemporada por segunda vez en tres años. Pese al mal resultado, Maurice Cheeks continuó en el cargo de entrenador para la temporada 2006-07, la última de Iverson en el equipo. Los Sixers no realizaron ninguna adquisición de nivel, a la vez que el contrato de Webber era rescindido. Descontento con el rumbo de la franquicia, Iverson declaró un ultimátum: o le encontraban otra estrella que le acompañara o demandaba ser traspasado. Esto se consumó en diciembre de 2006 después de meses de rumores sobre la marcha de The Answer del equipo; Iverson era traspasado a Denver Nuggets y se ponía fin a 11 años de estancia de Allen Iverson en la franquicia de la ciudad del amor fraternal y a una era marcada por el propio Iverson y por el fracaso de una gerencia en encontrarle un gran acompañante a la polémica superestrella.
La 2006-07, la que marcaría la transición de una era a otra, finalizó con un récord de 35-47, terceros en la División Atlántico y novenos de la Conferencia Este, sin disputar la postemporada.

### 2006-2012: La era post-Iverson

#### Reconstrucción de la mano de Iguodala

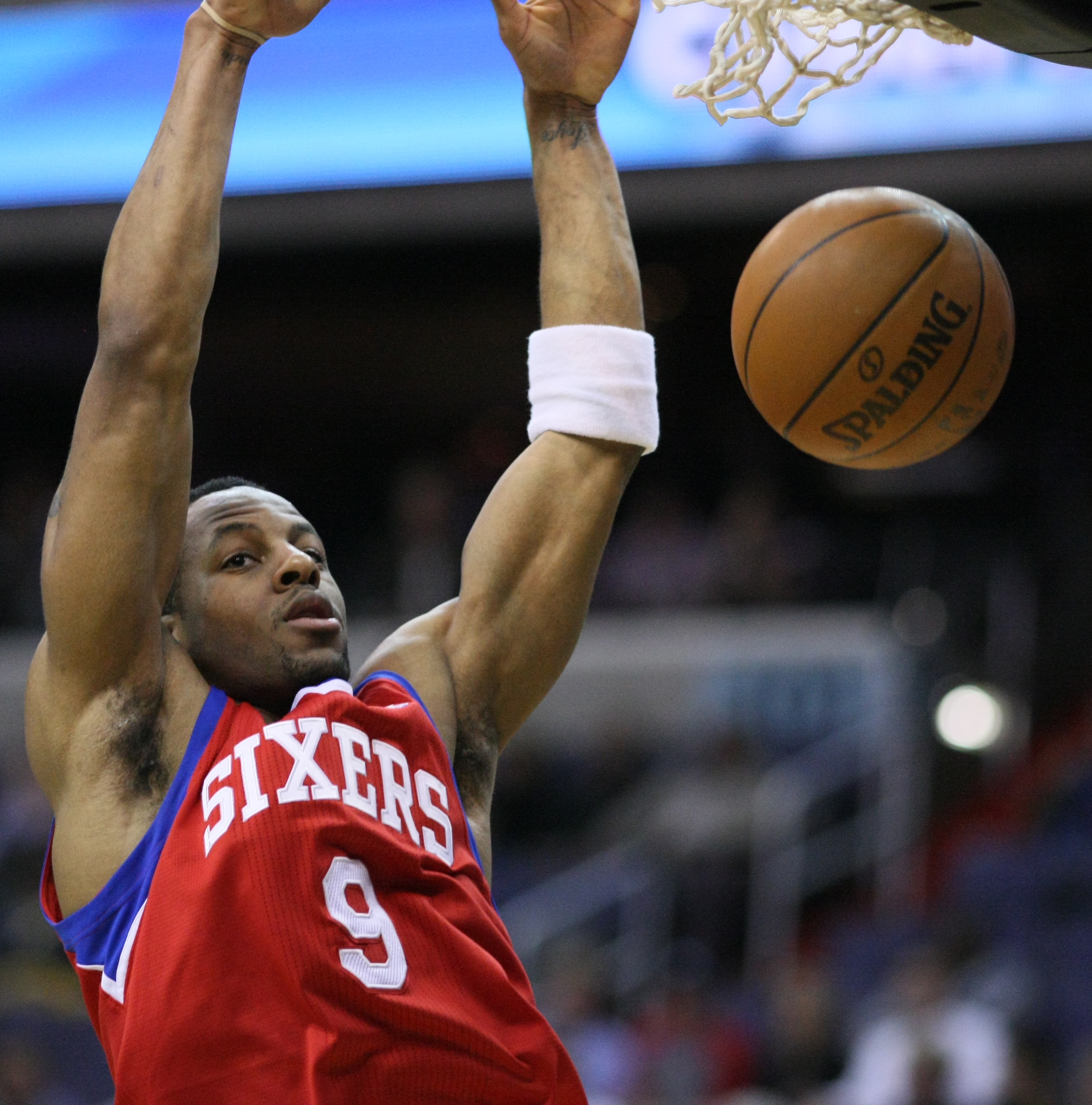
Iguodala, con los Sixers en 2011.

El 19 de diciembre de 2006 Allen Iverson, junto con Ivan McFarlin, fueron enviados a Denver Nuggets a cambio de Andre Miller, Joe Smith y dos elecciones de primera ronda en el draft. En enero de 2007, el gerente general de los Sixers, Billy King, anunció que el equipo y el ala-pívot Chris Webber habían llegado a un acuerdo de rescisión de contrato, los Sixers le pagarían a Webber 36 millones de dólares durante la siguiente temporada y media, que representa 7 millones menos de lo que le hubieran pagado por jugar.
La marcha de Iverson, que había sido la gran estrella de los Sixers durante más de diez años, dejó al joven Andre Iguodala como líder de un equipo en plena reestructuración. Los 76ers finalizarían la temporada 2006-07 con un global de 35-47. En el draft de ese mismo año, los Sixers eligieron a Thaddeus Young, y, tras una serie de operaciones con Miami Heat y Portland Trail Blazers, se quedaron finalmente con el jugador de Utah Jazz Herbert Hill. En diciembre, Ed Stefanski reemplazaba a Billy King como mánager general de los 76ers.
En la temporada 2007-08, los 76ers lograron la clasificación matemática para playoffs tras derrotar a Atlanta Hawks por primera vez desde 2005 y tras la marcha de Allen Iverson. A pesar de ello, fueron eliminados en primera ronda por Detroit Pistons en seis partidos. Pese a todo, la temporada fue considerada exitosa teniendo en cuenta la juventud del equipo y los fracasos de los que se partía. 
Para la temporada 2008-09, los 76ers se reforzaron con el fichaje de Elton Brand, aunque su nueva incorporación no rindió al nivel de lo esperado, también se renovó a Iguodala y Louis Williams; quienes debían ser los pilares de la franquicia en el futuro. Debido al bajo rendimiento del equipo, el entrenador Maurice Cheeks fue despedido en diciembre y fue reemplazado por su asistente Tony DiLeo, con quien mejoraron y finalizaron la campaña con un récord de 41-41. En primera ronda de playoffs se vieron las caras con los Orlando Magic, a la postre finalistas de la NBA, cayendo eliminados por 4-2 tras llegarse a adelantarse en la serie ganando dos de los tres primeros encuentros.
Para la temporada 2008-09 los 76ers eligieron en el Draft de la NBA de 2008 a Jrue Holiday. DiLeo renunció a su puesto para asumir un cargo en la ejecutiva y fue contratado Eddie Jordan, antiguo entrenador de Washington Wizards. También se redefinió el logo y la equipación de la franquicia, retornando a los clásicos de entre los años 1977 y 1997. En diciembre de 2009, tres años después de la marcha de su gran superestrella, se anunció el retorno de Allen Iverson por un año, quien «debutó» en un partido, precisamente, contra Denver Nuggets en un estadio repleto, aunque en esta ocasión con un rol secundario. La temporada no fue bien, especialmente debido a que algunos jugadores no se acostumbraron a la ofensiva Princeton que practicaba Eddie Jordan, siendo este despedido en abril de 2009; se trataba del cuarto entrenador en seis años, demostrando que nadie se pudo asentar en el cargo tras la marcha de Larry Brown.

#### Los años de Doug Collins

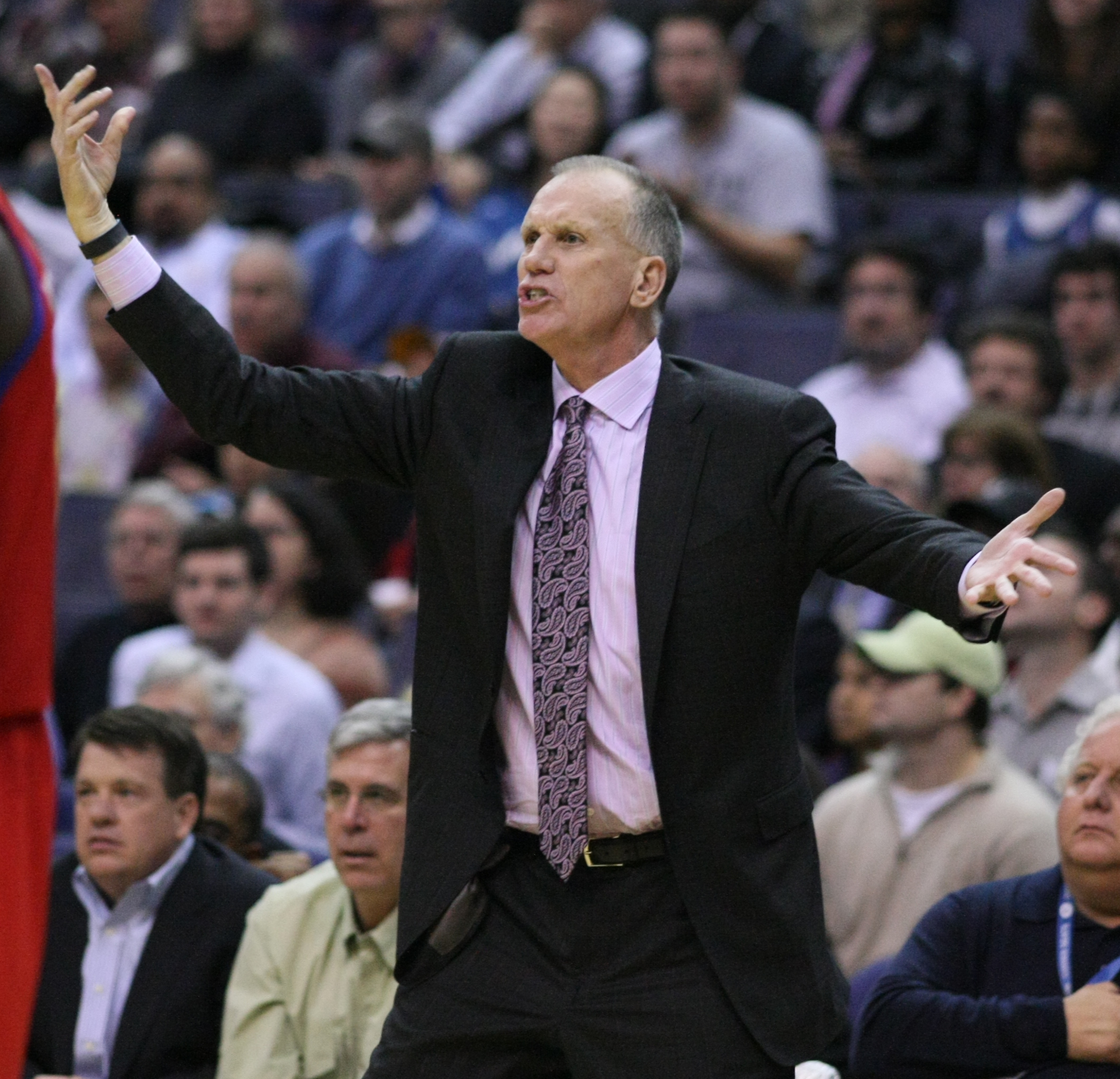
Collins fue entrenador durante un período ambivalente del equipo

Para la 2009-10, el veterano Doug Collins fue nombrado nuevo entrenador después de siete años alejado de los banquillos y Evan Turner fue elegido en el Draft de la NBA de 2009. Pese a un esperpéntico inicio de 3-13, los 76ers remontaron hasta lograr un récord de 41-41 y clasificándose para los playoffs. En primera ronda se enfrentarían a los recién formados todopoderosos Miami Heat de LeBron James, Dwyane Wade y Chris Bosh, perdiendo 1-4 pero ganándose el favor de los críticos, especialmente Doug Collins, quien logró convertir un equipo aspirante a la lotería del draft en uno de playoffs y capaz de vencer un partido a los grandes favoritos al título. En julio de 2011, se anunciaba que los Philadelphia 76ers pasaban a ser propiedad del grupo financiero Apollo Global Management por 280 millones de dólares, con el actor Will Smith con una pequeña propiedad de acciones. Collins se mantuvo como entrenador, pero Stefanski fue relegado como mánager general.
Para la 2010-11 —que incluía lockout— el equipo comenzó con su mejor resultado desde la 2000-01 con un 20-9 y terminando con un 35-31 de récord y octavos de la Conferencia Este. En playoffs se enfrentaban a los Chicago Bulls de Derrick Rose, y, contra todo pronóstico, vencieron por 4-2, ganando una serie de playoffs por primera vez desde 2003 y siendo la octava vez que el octavo clasificado vencía al primero. En segunda ronda se enfrentaron a los veteranos Boston Celtics del big-four de Kevin Garnett, Paul Pierce, Ray Allen y Rajon Rondo, pero aunque la ronda fue disputada, los Sixers perderían por 4-3. Pese a las alabanzas por el buen desempeño del equipo, se seguía criticando la falta de un jugador anotador.
Para la siguiente temporada, Elton Brand fue amnistiado y llegarían Dorell Wright, Nick Young, Kwame Brown y Royal Ivey. En agosto de 2012, los 76ers formaron parte del traspaso a cuatro bandas que llevó a Dwight Howard a Los Angeles Lakers; enviando rondas y elecciones de draft y Nikola Vučević a Orlando Magic y a Andre Iguodala a Denver Nuggets, los Sixers obtuvieron al pívot Andrew Bynum procedente de Los Ángeles y a Jason Richardson desde Orlando. Pese a las expectativas depositadas en Bynum para la 2012-13, las lesiones lastraron al pívot, que tuvo que retrasar su debut cada vez más tiempo. La temporada se convirtió en una sangría de lesiones y solo Evan Turner y Spencer Hawes pudieron disputar todos los partidos. Los filadelfianos acabaron 34-48 y fuera de la postemporada por primera vez desde que Collins pasó a ser entrenador del equipo. Este anunció su marcha del equipo en abril de 2013; Sam Hinkie fue nombrado mánager general para reemplazar a DiLeo.

### 2013-2017: «El Proceso» («The Process»)

#### Comienza el proceso
Con la marcha de Doug Collins y la llegada de Sam Hinkie como nuevo mánager general se dio inicio a una etapa de reconstrucción total. Fue el base Tony Wroten quien bautizó a este nuevo período como «The Process». Se considera el inicio de esta etapa cuando, durante el draft de 2013, Hinkie traspasó al mejor jugador del equipo, el All-Star Jrue Holiday, a New Orleans Pelicans a cambio del pívot drafteado ese año, Nerlens Noel, y una elección de primera ronda de 2014 que se transformaría en Elfrid Payton. En ese draft, los 76ers escogieron al base Michael Carter-Williams, quien ganaría el trofeo a Rookie del Año de la NBA de esa misma temporada. Sin embargo, de los quince jugadores que componían la plantilla al inicio de temporada, solamente seis permanecieron en el equipo para enero de 2014, incluyendo a Bynum, quien fue liberado sin ni siquiera debutar debido a sus sempiternas lesiones, y otros como Evan Turner o Spencer Hawes fueron traspasados en febrero de 2014 a cambio de rondas de draft. Esta estrategia fue recibida con una mezcla de escepticismo, sorpresa y críticas. Para paliar la escasez de jugadores, algunos fueron incorporados desde la liga de desarrollo.
El 14 de agosto, el australiano Brett Brown es contratado como entrenador, debido a que poseía renombre de trabajar bien con el talento joven. Pese a que se consideraba a este equipo como el peor de la liga, el equipo comenzó con tres victorias seguidas, incluyendo sorprendentes victorias ante los vigentes campeones Miami Heat de LeBron James y los Chicago Bulls de Derrick Rose. Sin embargo, todo fue cuesta abajo desde ahí, llegando a acumular 26 derrotas consecutivas, un récord para la franquicia de Filadelfia y finalizando con un global de 19-63, el tercer peor registro de la franquicia. Si bien Carter-Williams pudo ganar el Rookie del Año, Nerlens Noel no pudo debutar, tal y como estaba previsto, debido a una lesión.

#### 2014-2017: El pozo de la reconstrucción

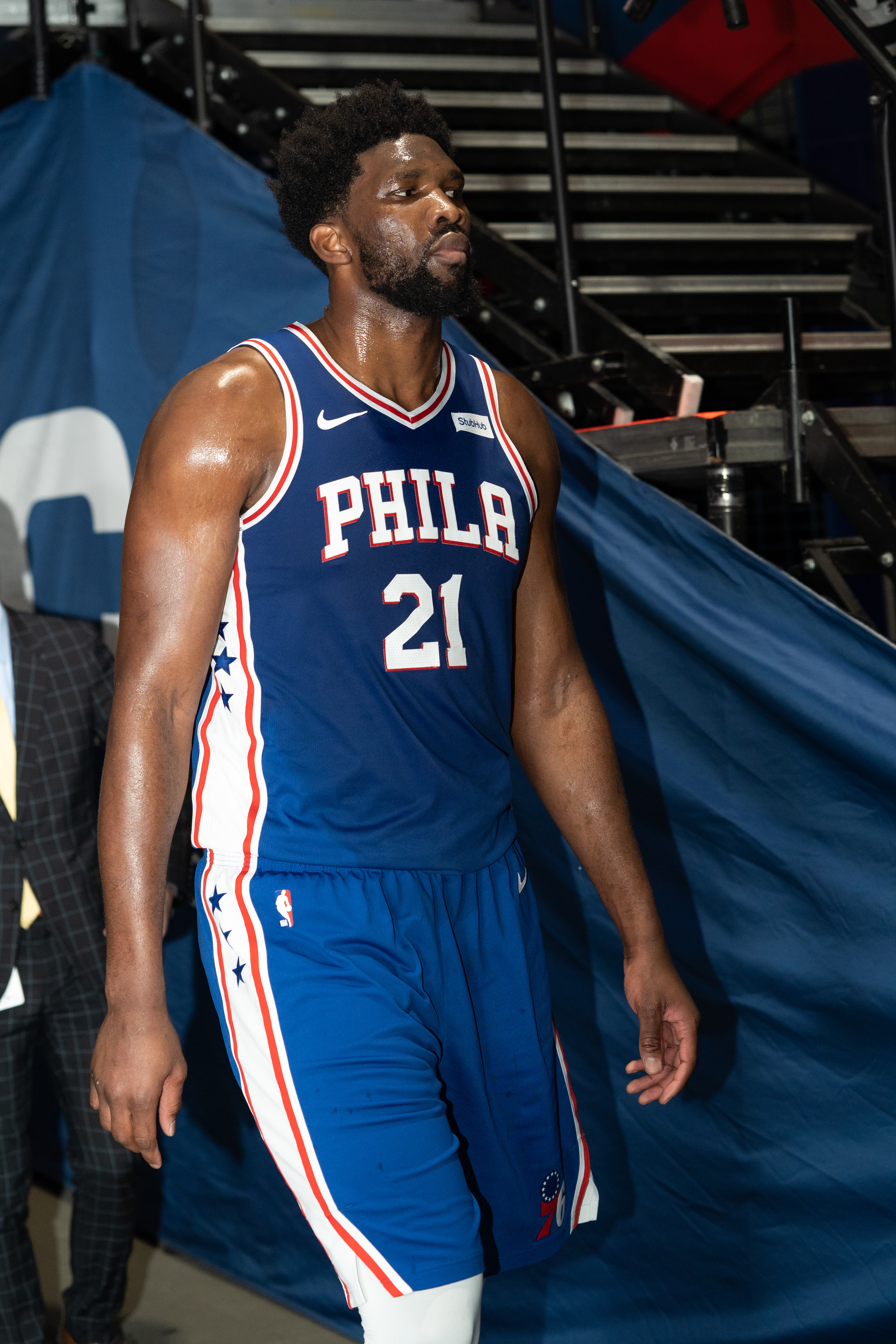
Joel Embiid se convirtió en el icono del Proceso

Los 76ers obtuvieron la tercera ronda de draft de 2014. Philadelphia planeaba obtener la primera ronda para elegir a Andrew Wiggins, considerado el mayor talento desde LeBron James, sin embargo, Hinkie decidió apostar por un pívot camerunés propenso a las lesiones pero de gran potencial: Joel Embiid. La elección de Elfrid Payton fue traspasada a Orlando Magic a cambio de Dario Šarić, la décimo-segunda elección. Ninguno de estos dos podrá debutar esa temporada, el primero debido a lesiones y el segundo debido a que decidió quedarse jugando en Europa ese año. 
Ese verano, Thaddeus Young es traspasado a Minnesota Timberwolves como parte de la operación que llevó a Kevin Love a Cleveland Cavaliers y recibiendo a cambio una primera ronda de 2015, a Luc Mbah a Moute y al ruso Alekséi Shved. Solamente dos jugadores de los 76ers superaban los tres años de experiencia en la liga en ese momento.
La 2014-15 parecía ser la peor temporada en la historia de la franquicia de los 76ers; en noviembre de 2014, alcanzaron las 16 derrotas consecutivas, con un parcial de 0-16, récord negativo para la franquicia, llegando a ponerse 0-18 en diciembre, si bien pudieron romper la racha con su primera victoria ante Minnesota ese mes. En febrero de 2015, los Sixers enviaban a uno de sus principales jóvenes y vigente Rookie del Año, Michael Carter-Williams, a Milwaukee Bucks en un traspaso a tres bandas, recibiendo a JaVale McGee, Isaiah Canaan y tres rondas de draft. El equipo acaba con un global de 18-64, el tercer peor récord de la NBA y el segundo peor de su historia.
En el draft de 2015, Philadelphia selecciona a en el draft a su tercer pívot en tres años, Jahlil Okafor, en la tercera posición. La temporada se inicia con controversia, pues se reporta que Embiid tampoco podrá debutar ese año y Dario Šarić anuncia que permanecerá en Europa otro año más. En abril de 2016, quien había dado inicio a la tan decidida como controvertida etapa de The Process, Sam Hinkie, era reemplazado por Bryan Colangelo, hijo del Presidente de Operaciones, como mánager general de los 76ers. Surgieron rumores incluso de que Adam Silver, comisionado de la NBA, presionó para quitar poder a Hinkie. La etapa de Hinkie fue criticada profusamente en los medios, si bien su legado de basarse en las elecciones del draft fue continuado por su sucesor.
La temporada fue un completo desastre. Jahlil Okafor no terminó de convencer y tampoco Nerlens Noel se terminaba de configurar como pilar del equipo. Los Sixers finalizaron con un global de 10-72, el peor récord de la liga, sin embargo, ese año se produjo un intercambio que sería determinante para el futuro de la franquicia. Los 76ers obtuvieron de Sacramento Kings jugadores con amplios contratos a cambio de prácticamente nada, pero recibiendo también el derecho a intercambiar las elecciones de draft con los Kings.

### 2017-presente: La era de Joel Embiid

#### 2017-2020: El dúo Simmons-Embiid

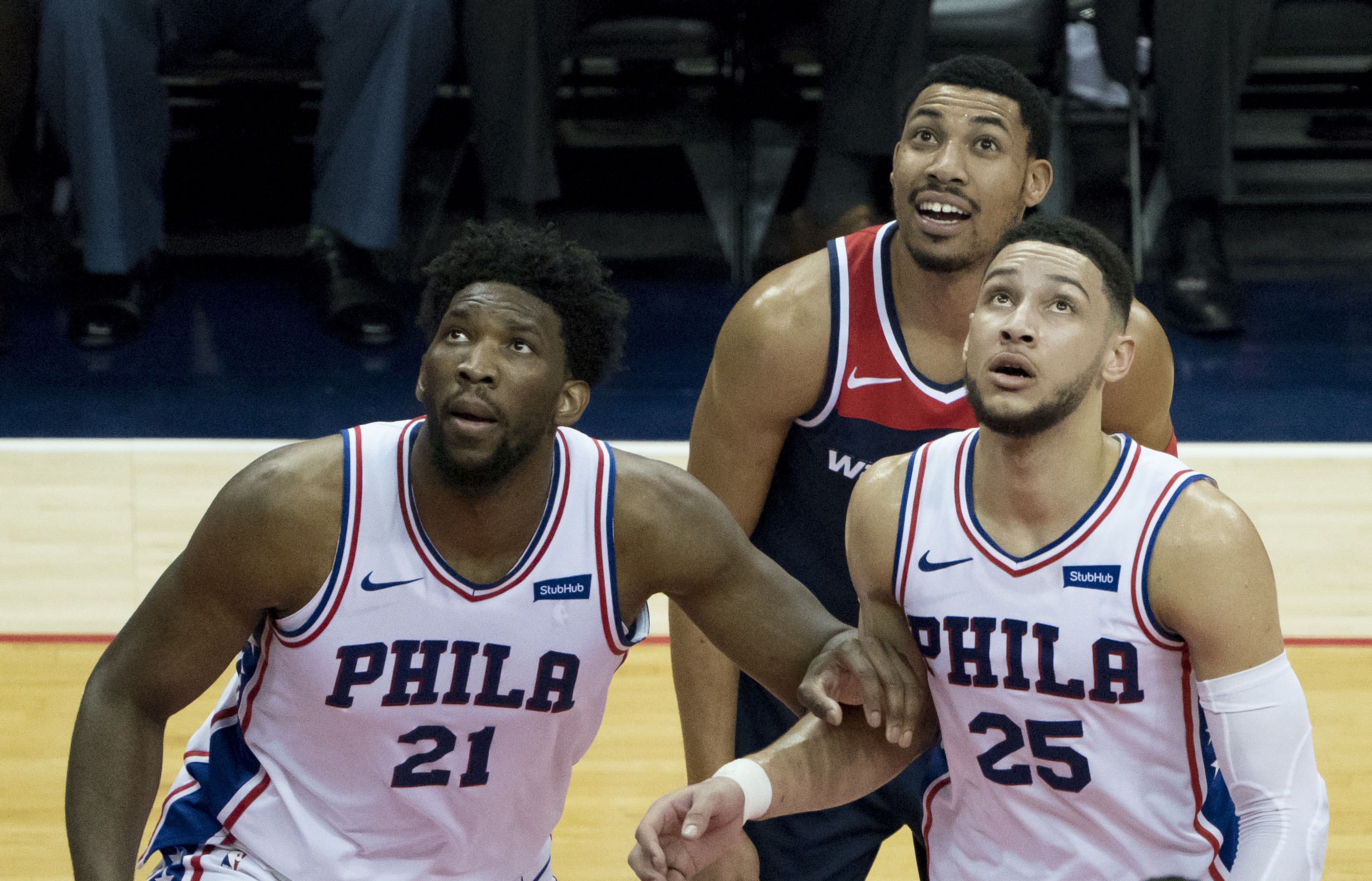
Joel Embiid y Ben Simmons parecieron ser los pilares del futuro de los 76ers hasta su abrupto final en 2022

En el draft de 2016, los Philadelphia 76ers obtienen la primera elección del draft, con la que escogen a Ben Simmons, su primera elección en primera posición desde Allen Iverson en 1996. Sin embargo, la maldición de los Sixers con el draft prosigue, cuando Simmons sufre una fractura en el pie durante un entrenamiento de pretemporada; el jugador acabó perdiéndose toda la temporada. Embiid finalmente consigue debutar con el equipo, aunque tan solo disputará once partidos debido a su tendencia a las lesiones, si bien con destacadas actuaciones, promediando 20 puntos y 8 rebotes. Dario Šarić también debuta y ambos son escogidos en el mejor quinteto de novatos de la temporada. Nerlens Noel, quien fuera uno de los primeros pilares de The Process, es traspasado a Dallas Mavericks.
En la lotería del draft 2017 a Philadelphia le toca la quinta elección, pero debido a los derechos obtenidos en un traspaso con Sacramento Kings en agosto de 2015, intercambian esta por la tercera de los californianos. Días antes del draft, los Sixers traspasan esta y una futura primera ronda a Boston Celtics a cambio de la primera elección; con ella, eligen al base Markelle Fultz. Aparentemente, los Sixers parecían culminar el Proceso con una nueva primera elección que se sumara a la base creada por Simmons y Embiid, pero solo fue un espejismo; parecía que la mala suerte nunca se acabaría con las elecciones del draft, cuando se anunció que Fultz padecía una lesión en su hombro que lastraba su manera de lanzar, el cual no reapareció hasta marzo de 2018. Pese a esta mala noticia, lo cierto es que la temporada de los filadelfianos fue la mejor desde la 2011-12, alcanzando los playoffs como terceros de la Conferencia Este con un global de 52-30. Joel Embiid acudió al All-Star por primera vez después de promediar 23 puntos y 11 rebotes en 63 partidos. Ben Simmons es nombrado Rookie del Año de la NBA tras promediar 16 puntos, 8 rebotes y 8 asistencias.
En su primera aparición en playoffs tras seis años, los 76ers derrotan a Miami Heat en primera ronda por 4-1. En Semifinales de Conferencia se enfrentaron a los sorprendentes Boston Celtics, quienes, sin sus dos mejores jugadores, pudieron vencer en cinco partidos a los filadelfianos liderados por sus jóvenes promesas, incluyendo la tercera elección del draft de 2017 que Philadelphia había dejado escapar. Pese a todo, el futuro parecía prometedor merced al buen hacer del dúo Simmons-Embiid y al gran espacio salarial que poseían, sin embargo, no pudieron firmar a ningún jugador de renombre.
El 29 de mayo de 2018 se vinculan distintas cuentas anónimas de la red social Twitter a Bryan Colangelo y su entorno. Estas habían publicado comentarios negativos sobre varios jugadores del equipo y Sam Hinkie, entre otros, además de revelar información privada relacionada con las lesiones y el cuerpo técnico. La franquicia comienza una investigación que acaba determinando que las cuentas pertenecían a un familiar cercano de Colangelo, más concretamente su esposa: Barbara Bottini. El 7 de junio de 2018, Bryan Colangelo se ve obligado a dimitir, pese a negar en todo momento que conociese la existencia de dichas cuentas.
En el draft de 2018 los Sixers eligen a Mikal Bridges en la décima posición con la elección obtenida más de tres años atrás con el traspaso de Carter-Williams. Bridges es traspasado minutos después a Phoenix Suns a cambio de Zhaire Smith, elegido en la decimosexta posición, y una futura primera ronda de 2021 proveniente de Miami; Landry Shamet y Shake Milton, dos jugadores que se convertirán en piezas importantes, son también escogidos en ese draft. 
El 20 de septiembre de 2018, el exjugador Elton Brand fue presentado como nuevo mánager general. El 10 de noviembre de 2018, Dario Šarić y Robert Covington son traspasados a Minnesota Timberwolves a cambio de Jimmy Butler. El 6 de febrero de 2019, Wilson Chandler, Mike Muscala y el novato Landry Shamet son traspasados a Los Angeles Clippers junto con dos elecciones de primera ronda y dos de segunda. A cambio, los filadelfianos reciben a Tobias Harris, Boban Marjanović y Mike Scott, todos ellos en su último año de contrato. El 7 de febrero de 2019, el malogrado Markelle Fultz es traspasado a Orlando Magic tras disputar solo 33 partidos de 146 posibles; los Sixers reciben a cambio a Jonathon Simmons, una elección de primera ronda vía Oklahoma y una de segunda ronda vía Cleveland. Ben Simmons debutó en el All Star, mientras que Embiid participó en él por segunda vez. El propio Embiid es seleccionado tanto en el segundo mejor quinteto de la NBA como en el segundo mejor quinteto defensivo.
Los 76ers finalizan en la tercera posición de la Conferencia Este con un global de 51-31. En playoffs se enfrentan en primera ronda a Brooklyn Nets, derrotándolos por 4-1 y demostrando el sólido bloque conformado por Simmons-JJ Redick-Butler-Harris-Embiid. En Semifinales de Conferencia se enfrentarán en una eliminatoria muy disputada a Toronto Raptors, llegando al séptimo partido y perdiendo en el último segundo cuando Kawhi Leonard anota un triple sobre la bocina que otorga el 3-4 para los canadienses, que a la postre se proclamarán campeones de la NBA.
Pese al exitoso final de temporada para el equipo de la ciudad del amor fraternal, Jimmy Butler sorprende al mundo de la NBA cuando decide no renovar y firmar por Miami Heat en un sign-and-trade en el que llega Josh Richardson. Los Sixers renuevan a Tobias Harris por cinco años y un cuantioso contrato, además de firmar a Al Horford por cuatro años; estas dos decisiones fueron muy criticadas, pues ocuparon el límite salarial que poseían los Sixers, cargando las culpas sobre Elton Brand y calificando los contratos como «sobrepagados».
El equipo contaba con buenos nombres sobre el papel y se aupaba como uno de los favoritos de la Conferencia Este para la 2019-20, sin embargo, los resultados mediocres fuera de casa lastraron al conjunto. El 11 de marzo de 2020 la temporada quedó suspendida hasta nueva notificación debido a la pandemia de COVID-19. En ese momento, los Sixers ocupaban la sexta posición de la Conferencia Este, con un balance de 39-26.
La temporada se reanudó el 30 de julio utilizando Walt Disney World en Orlando como sede y lugar de aislamiento. Los 22 equipos llamados disputaron ocho partidos cada uno para finalizar la temporada regular. En estos partidos los 76ers obtuvieron un parcial de 4-4, finalizando la temporada con un balance de 43-30 y manteniendo la sexta posición de la Conferencia Este. Ben Simmons sufre una lesión en la rodilla y no puede disputar los playoffs. El equipo cae eliminado rápidamente en primera ronda ante Boston en cuatro partidos. Al día siguiente, 24 de agosto, Brett Brown es destituido tras siete temporadas en el puesto.

#### 2020-presente: El binomio Rivers-Daryl Morey
2020 emergió como un año donde se producirían cambios drásticos en la plantilla. Como nuevo entrenador llegaba Doc Rivers, quien había tenido una etapa decepcionante como entrenador de Los Angeles Clippers. Posteriormente, también se producirían las contrataciones de Dave Joerger y Sam Cassell como entrenadores asistentes. Daryl Morey, quien había sido la cabeza tras la irrupción de los Houston Rockets de James Harden, dimitió de sus funciones y los 76ers se hicieron con sus servicios como mánager general.
La primera acción de Morey es enviar el cuantioso contrato de Horford a los Thunder a cambio de Danny Green, poco después, Josh Richardson fue enviado a Dallas Mavericks por Seth Curry; ambos movimientos fueron recibidos con alabanzas, pues los 76ers se deshacían de dos jugadores que no encajaban en el equipo sin sacrificar demasiado. En el draft, Philadelphia escogió en la primera ronda a Tyrese Maxey.
Durante la temporada 2020-21, el equipo no consiguió ninguna incorporación importante, pero pareció encajar bajo la mano de Doc Rivers. Joel Embiid dio un paso más allá y emergió como candidato potencial al MVP y el líder que tanto necesitaba la franquicia. Tanto Embiid como Simmons acudieron al All-Star. Finalizarían la temporada como campeones de la Conferencia Este por primera vez desde la 2000-01, cuando fueron finalistas de la NBA, con un global de 49-23 y accediendo por cuarto año consecutivo a los playoffs. Allí se desharían rápidamente de Washington Wizards en cinco partidos, pero caerían frente a los Atlanta Hawks de Trae Young por 3-4 tras forzar el séptimo partido.
Ben Simmons fue señalado como el principal culpable de la derrota de Sixers frente a Atlanta. Pese a tener cuatro años más de contrato, Simmons decidió en agosto de 2021 no seguir formando parte del equipo; los 76ers buscaron su traspaso, pero no se llegó a formalizar. Simmons no se presentó a los entrenamientos de pretemporada, regresando con el equipo en octubre, siendo expulsado por Doc Rivers de un entrenamiento por indisciplina. Simmons continuó negándose a formar parte del equipo, siendo continuamente sancionado, alegando motivos de «salud mental». Finalmente, tras meses de actos de indisciplina, rumores y negociaciones frustradas, Ben Simmons es traspasado en febrero de 2022 a Brooklyn Nets a cambio de James Harden; Seth Curry y Andre Drummond fueron enviados a la franquicia neoyorquina junto a dos elecciones de primera ronda. De esa manera, Harden se reencuentra con Daryl Morey, con quien había compartido ocho temporadas en los Rockets. Termina la temporada regular con un balance de 51-31, cuarto de su conferencia y clasificándose para playoffs por quinto año consecutivo. En playoffs vencen a Toronto Raptors en primera ronda (4-2), pero caen ante los Miami Heat de Jimmy Butler en semis (2-4).
De cara a la 2022-23 llegaron Danuel House, PJ Tucker, Montrezl Harrell y Danny Green y salió De'Anthony Melton. El equipo finalizó tercero de su conferencia, clasificándose para playoffs por sexto año consecutivo. Joel Embiid fue elegido MVP de la Temporada. Ya en postemporada, barrieron en primera ronda a Brooklyn Nets (4-0), pero cayeron en el séptimo encuentro de semifinales de conferencia ante Boston Celtics (3-4).

## Trayectoria
Nota: G: Partidos ganados; P:Partidos perdidos; %:porcentaje de victorias
| Temporada                                                            | G    | P    | %    | Play-offs                                                                                        | Resultado                                                                                                   |
| -------------------------------------------------------------------- | ---- | ---- | ---- | ------------------------------------------------------------------------------------------------ | --- |
| Syracuse Nationals (NBL) (No incluido en victorias/derrotas totales) |      |      |      |                                                                                                  | |
| 1946-47                                                              | 21   | 23   | .467 | Pierde 1.ª ronda                                                                                 | Rochester 3, Syracuse 1                                                                                     |
| 1947-48                                                              | 24   | 36   | .400 | Pierde 1.ª ronda                                                                                 | Anderson 3, Syracuse 0                                                                                      |
| 1948-49                                                              | 40   | 23   | .635 | Gana 1.ª ronda Pierde Semifinal de División                                                      | Syracuse 2, Hammond 0 Anderson 3, Syracuse 1                                                                |
| Syracuse Nationals (NBA) (Incluido en victorias/derrotas totales)    |      |      |      |                                                                                                  | |
| 1949-50                                                              | 51   | 13   | .797 | Gana Semifinal de División Gana Final de División Pierde Final de la NBA                         | Syracuse 2, Philadelphia 0 Syracuse 2, New York 1 Minneapolis 4, Syracuse 2                                 |
| 1950-51                                                              | 32   | 34   | .485 | Gana Semifinal de División Pierde Final de División                                              | Syracuse 2, Philadelphia 0 New York 3, Syracuse 2                                                           |
| 1951-52                                                              | 40   | 26   | .606 | Gana Semifinal de División Pierde Final de División                                              | Syracuse 2, Philadelphia 1 New York 3, Syracuse 1                                                           |
| 1952-53                                                              | 47   | 24   | .662 | Pierde Semifinal de División                                                                     | Boston 2, Syracuse 0                                                                                        |
| 1953-54                                                              | 42   | 30   | .583 | Round-Robin Gana Final de División Pierde Final de la NBA                                        | Syracuse 2, Boston 0 Syracuse 2, New York 0 Syracuse 2, Boston 0 Minneapolis 4, Syracuse 3                  |
| 1954-55                                                              | 43   | 29   | .597 | Gana Final de División Gana Final de la NBA                                                      | Syracuse 3, Boston 1 Syracuse 4, Fort Wayne 3                                                               |
| 1955-56                                                              | 35   | 37   | .486 | Gana Semifinal de División Pierde Final de División                                              | Syracuse 2, Boston 1 Philadelphia 3, Syracuse 2                                                             |
| 1956-57                                                              | 38   | 34   | .528 | Gana Semifinal de División Pierde Final de División                                              | Syracuse 2, Philadelphia 0 Boston 3, Syracuse 0                                                             |
| 1957-58                                                              | 41   | 31   | .569 | Pierde Semifinal de División                                                                     | Philadelphia 2, Syracuse 1                                                                                  |
| 1958-59                                                              | 35   | 37   | .486 | Gana Semifinal de División Pierde Final de División                                              | Syracuse 2, New York 0 Boston 4, Syracuse 3                                                                 |
| 1959-60                                                              | 45   | 30   | .600 | Pierde Semifinal de División                                                                     | Philadelphia 2, Syracuse 1                                                                                  |
| 1960-61                                                              | 38   | 41   | .481 | Gana Semifinal de División Pierde Final de División                                              | Syracuse 3, Philadelphia 0 Boston 4, Syracuse 1                                                             |
| 1961-62                                                              | 41   | 39   | .513 | Pierde Semifinal de División                                                                     | Philadelphia 3, Syracuse 2                                                                                  |
| 1962-63                                                              | 48   | 32   | .600 | Pierde Semifinal de División                                                                     | Cincinnati 3, Syracuse 2                                                                                    |
| Philadelphia 76ers                                                   |      |      |      |                                                                                                  | |
| 1963-64                                                              | 34   | 46   | .425 | Pierde Semifinal de División                                                                     | Cincinnati 3, Philadelphia 2                                                                                |
| 1964-65                                                              | 40   | 40   | .500 | Gana Semifinal de División Pierde Final de División                                              | Philadelphia 3, Cincinnati 1                                                                                |
| 1965-66                                                              | 55   | 25   | .688 | Pierde Semifinal de División                                                                     | Boston 4, Philadelphia 1                                                                                    |
| 1966-67                                                              | 68   | 13   | .840 | Gana Semifinal de División Gana Final de División Gana Final de la NBA                           | Philadelphia 3, Cincinnati 1 Philadelphia 4, Boston 1 Philadelphia 4, San Francisco 2                       |
| 1967-68                                                              | 62   | 20   | .756 | Gana Semifinal de División Pierde Final de División                                              | Philadelphia 4, New York 2 Boston 4, Philadelphia 3                                                         |
| 1968-69                                                              | 55   | 27   | .671 | Pierde Semifinal de División                                                                     | Boston 4, Philadelphia 1                                                                                    |
| 1969-70                                                              | 42   | 40   | .512 | Pierde Semifinal de División                                                                     | Milwaukee 4, Philadelphia 1                                                                                 |
| 1970-71                                                              | 47   | 35   | .573 | Pierde Semifinal de División                                                                     | Baltimore 4, Philadelphia 2                                                                                 |
| 1971-72                                                              | 30   | 52   | .366 |                                                                                                  | |
| 1972-73                                                              | 9    | 73   | .110 |                                                                                                  | |
| 1973-74                                                              | 25   | 57   | .305 |                                                                                                  | |
| 1974-75                                                              | 34   | 48   | .415 |                                                                                                  | |
| 1975-76                                                              | 46   | 36   | .561 | Pierde en 1.ª ronda                                                                              | Buffalo 2, Philadelphia 1                                                                                   |
| 1976-77                                                              | 50   | 32   | .610 | Gana Semifinal de Conferencia Gana Final de Conferencia Pierde Final de la NBA                   | Philadelphia 4, Boston 3 Philadelphia 4, Houston 2 Portland 4, Philadelphia 2                               |
| 1977-78                                                              | 55   | 27   | .671 | Gana Semifinal de Conferencia Pierde Final de Conferencia                                        | New York 4, Philadelphia 0 Washington 4, Philadelphia 2                                                     |
| 1978-79                                                              | 47   | 35   | .573 | Gana en 1.ª ronda Pierde Semifinal de Conferencia                                                | Philadelphia 2, New Jersey 0 San Antonio 4, Philadelphia 3                                                  |
| 1979-80                                                              | 59   | 23   | .720 | Gana en 1.ª ronda Gana Semifinal de Conferencia Gana Final de Conferencia Pierde Final de la NBA | Philadelphia 2, Washington 0 Philadelphia 4, Atlanta 1 Philadelphia 4, Boston 1 LA Lakers 4, Philadelphia 2 |
| 1980-81                                                              | 62   | 20   | .756 | Gana en 1.ª ronda Gana Semifinal de Conferencia Pierde Final de Conferencia                      | Philadelphia 2, Indiana 0 Philadelphia 4, Milwaukee 3 Boston 4, Philadelphia 3                              |
| 1981-82                                                              | 58   | 24   | .707 | Gana en 1.ª ronda Gana Semifinal de Conferencia Gana Final de Conferencia Pierde Final de la NBA | Philadelphia 2, Atlanta 0 Philadelphia 4, Milwaukee 2 Philadelphia 4, Boston 3 LA Lakers 4, Philadelphia 2  |
| 1982-83                                                              | 65   | 17   | .793 | Gana Semifinal de Conferencia Gana Final de Conferencia Gana Final de la NBA                     | Philadelphia 4, New York 0 Philadelphia 4, Milwaukee 1 Philadelphia 4, LA Lakers 0                          |
| 1983-84                                                              | 52   | 30   | .634 | Pierde en 1.ª ronda                                                                              | New Jersey 3, Philadelphia 2                                                                                |
| 1984-85                                                              | 58   | 24   | .707 | Gana en 1.ª ronda Gana Semifinal de Conferencia Pierde Final de Conferencia                      | Philadelphia 3, Washington 1 Philadelphia 4, Milwaukee 0 Boston 4, Philadelphia 1                           |
| 1985-86                                                              | 54   | 28   | .659 | Gana en 1.ª ronda Pierde Semifinal de Conferencia                                                | Philadelphia 3, Washington 2 Milwaukee 4, Philadelphia 3                                                    |
| 1986-87                                                              | 45   | 37   | .549 | Pierde en 1.ª ronda                                                                              | Milwaukee 3, Philadelphia 2                                                                                 |
| 1987-88                                                              | 36   | 46   | .439 |                                                                                                  | |
| 1988-89                                                              | 46   | 36   | .561 | Pierde en 1.ª ronda                                                                              | New York 3, Philadelphia 0                                                                                  |
| 1989-90                                                              | 53   | 29   | .646 | Gana en 1.ª ronda Pierde Semifinal de Conferencia                                                | Philadelphia 3, Cleveland 2 Chicago 4, Philadelphia 1                                                       |
| 1990-91                                                              | 44   | 38   | .537 | Gana en 1.ª ronda Pierde Semifinal de Conferencia                                                | Philadelphia 3, Milwaukee 0 Chicago 4, Philadelphia 1                                                       |
| 1991-92                                                              | 35   | 47   | .427 |                                                                                                  | |
| 1992-93                                                              | 26   | 56   | .317 |                                                                                                  | |
| 1993-94                                                              | 25   | 57   | .305 |                                                                                                  | |
| 1994-95                                                              | 24   | 58   | .293 |                                                                                                  | |
| 1995-96                                                              | 18   | 64   | .220 |                                                                                                  | |
| 1996-97                                                              | 22   | 60   | .268 |                                                                                                  | |
| 1997-98                                                              | 31   | 51   | .378 |                                                                                                  | |
| 1998-99                                                              | 28   | 22   | .560 | Gana en 1.ª ronda Pierde Semifinal de Conferencia                                                | Philadelphia 3, Orlando 1 Indiana 4, Philadelphia 0                                                         |
| 1999-00                                                              | 49   | 33   | .598 | Gana en 1.ª ronda Pierde Semifinal de Conferencia                                                | Philadelphia 3, Charlotte 1 Indiana 4, Philadelphia 2                                                       |
| 2000-01                                                              | 56   | 26   | .683 | Gana en 1.ª ronda Gana Semifinal de Conferencia Gana Final de Conferencia Pierde Final de la NBA | Philadelphia 3, Indiana 1 Philadelphia 4, Toronto 3 Philadelphia 4, Milwaukee 3 LA Lakers 4, Philadelphia 1 |
| 2001-02                                                              | 43   | 39   | .524 | Pierde en 1.ª ronda                                                                              | Boston 3, Philadelphia 2                                                                                    |
| 2002-03                                                              | 48   | 34   | .585 | Gana en 1.ª ronda Pierde Semifinal de Conferencia                                                | Philadelphia 4, New Orleans 2 Detroit 4, Philadelphia 2                                                     |
| 2003-04                                                              | 33   | 49   | .402 |                                                                                                  | |
| 2004-05                                                              | 43   | 39   | .524 | Pierde en 1.ª1.ª ronda                                                                           | Detroit 4, Philadelphia 1                                                                                   |
| 2005-06                                                              | 38   | 44   | .463 |                                                                                                  | |
| 2006-07                                                              | 35   | 47   | .427 |                                                                                                  | |
| 2007-08                                                              | 40   | 42   | .488 | Pierde en 1.ª ronda                                                                              | Detroit 4, Philadelphia 2                                                                                   |
| 2008-09                                                              | 41   | 41   | .500 | Pierde en 1.ª ronda                                                                              | Orlando 4, Philadelphia 2                                                                                   |
| 2009-10                                                              | 27   | 55   | .329 |                                                                                                  | |
| 2010-11                                                              | 41   | 41   | .500 | Pierde en 1.ª ronda                                                                              | Miami 4, Philadelphia 1                                                                                     |
| 2011-12                                                              | 35   | 31   | .530 | Gana en 1.ª ronda Pierde Semifinal de Conferencia                                                | Philadelphia 4, Chicago 2 Boston 4, Philadelphia 3                                                          |
| 2012-13                                                              | 34   | 48   | .415 |                                                                                                  | |
| 2013-14                                                              | 19   | 63   | .232 |                                                                                                  | |
| 2014-15                                                              | 18   | 64   | .220 |                                                                                                  | |
| 2015-16                                                              | 10   | 72   | .122 |                                                                                                  | |
| 2016-17                                                              | 28   | 54   | .341 |                                                                                                  | |
| 2017-18                                                              | 52   | 30   | .634 | Gana en 1.ª ronda Pierde Semifinal de Conferencia                                                | Philadelphia 4, Miami 1 Boston 4, Philadelphia 1                                                            |
| 2018-19                                                              | 51   | 31   | .622 | Gana en 1.ª ronda Pierde Semifinal de Conferencia                                                | Philadelphia 4, Brooklyn 1 Toronto 4, Philadelphia 3                                                        |
| 2019-20                                                              | 43   | 30   | .589 | Pierde en 1.ª ronda                                                                              | Boston 4, Philadelphia 0                                                                                    |
| 2020-21                                                              | 49   | 23   | .681 | Gana en 1.ª ronda Pierde Semifinal de Conferencia                                                | Philadelphia 4, Washington 1 Atlanta 4, Philadelphia 3                                                      |
| 2021-22                                                              | 51   | 31   | .622 | Gana en 1.ª ronda Pierde Semifinal de Conferencia                                                | Philadelphia 4, Toronto 2 Miami 4, Philadelphia 2                                                           |
| 2022-23                                                              | 54   | 28   | .659 | Gana en 1.ª ronda Pierde Semifinal de Conferencia                                                | Philadelphia 4, Brooklyn 0 Boston 4, Philadelphia 3                                                         |
| 2023-24                                                              | 47   | 35   | .573 | Pierde en 1.ª ronda                                                                              | New York 4, Philadelphia 2                                                                                  |
| 2024-25                                                              | 24   | 58   | .293 |                                                                                                  | |
| Totales                                                              | 3125 | 2898 | .519 |                                                                                                  | |
| Playoffs                                                             | 251  | 238  | .513 | 3 Campeonatos                                                                                    | 3 Campeonatos                                                                                               |

## Jugadores notables

### Miembros delBasketball Hall of Fame
- Allen Iverson
- Charles Barkley
- Al Cervi
- Wilt Chamberlain
- Billy Cunningham
- Julius Erving
- Hal Greer
- Bailey Howell
- Earl Lloyd (incluido como benefactor, no como jugador)
- Moses Malone
- Dolph Schayes
- Chet Walker
- George Yardley

#### Entrenadores y otros
- Daniel Biasone (colaborador y fundador de la franquicia)
- Alex Hannum (entrenador)
- Jack Ramsay (entrenador)
- Larry Brown (entrenador)
- Benny Borgmann (entrenador)

### Números retirados
- 2 Moses Malone, 1982-86 y 1993-94[53]
- 3 Allen Iverson, 1996-2006 y 2009-10[54]
- 4 Dolph Schayes, jugador 1948-64; entrenador 1963-66
- 6 Julius Erving, 1976-87
- 10 Maurice Cheeks, jugador 1978-89, entrenador 2005-08
- 13 Wilt Chamberlain, 1965-68
- 15 Hal Greer, 1963-73
- 24 Bobby Jones, 1978-86
- 32 Billy Cunningham, jugador 1965-72 y 1974-75; entrenador 1977-85
- 34 Charles Barkley, 1984-92
- Micrófono - Dave Zinkoff, encargado de la megafonía

## Gestión

### General Managers
| GM              | Periodo       |
| --------------- | ------------- |
| Leo Ferris      | 1949–1955     |
| Danny Biasone   | 1955–1963     |
| Irv Kosloff     | 1963–1966     |
| Jack Ramsay     | 1966–1970     |
| Don DeJardin    | 1970–1973     |
| Gene Shue       | 1973–1974     |
| Pat Williams    | 1974–1986     |
| John Nash       | 1986–1990     |
| Gene Shue       | 1990–1992     |
| Jim Lynam       | 1992–1994     |
| John Lucas      | 1994–1996     |
| Brad Greenberg  | 1996–1997     |
| Larry Brown     | 1997–1998     |
| Billy King      | 1998–2007     |
| Ed Stefanski    | 2007–2010     |
| Rod Thorn       | 2010–2012     |
| Tony DiLeo      | 2012–2013     |
| Sam Hinkie      | 2013–2016     |
| Jerry Colangelo | 2016          |
| Bryan Colangelo | 2016–2018     |
| Brett Brown     | 2018          |
| Elton Brand     | 2018–presente |

## Premios
| MVP de la Temporada - Wilt Chamberlain - 1966, 1967, 1968 - Julius Erving - 1981 - Moses Malone - 1983 - Allen Iverson - 2001 - Joel Embiid - 2023 MVP de las Finales - Moses Malone - 1983 MVP del All-Star Game - Julius Erving - 1977, 1983 - Charles Barkley - 1991 - Allen Iverson - 2001, 2005 Mejor Defensor - Dikembe Mutombo - 2001 Rookie del Año - Allen Iverson - 1997 - Michael Carter-Williams - 2014 - Ben Simmons - 2018 Mejor Sexto Hombre - Bobby Jones - 1983 - Aaron Mckie - 2001 Jugador Más Mejorado - Dana Barros - 1995 - Tyrese Maxey - 2024 Jugador Más Deportivo - Tyrese Maxey - 2024 Mejor Entrenador del Año - Dolph Schayes - 1966 - Larry Brown - 2001 Mejor Ciudadano - Samuel Dalembert - 2010 Premio Hustle - Amir Johnson - 2018 | Mejor quinteto de la Temporada - Dolph Schayes - 1952, 1953, 1954, 1955, 1957, 1958 - Wilt Chamberlain - 1966, 1967, 1968 - Bill Cunningham - 1969, 1970, 1971 - George McGinnis - 1976 - Julius Erving - 1978, 1980, 1981, 1982, 1983 - Moses Malone - 1983, 1984 - Charles Barkley - 1988, 1989, 1990, 1991 - Allen Iverson - 1999, 2001, 2005 - Joel Embiid - 2023 Segundo Mejor Quinteto de la Temporada - Al Cervi - 1950 - Dolph Schayes - 1950, 1951, 1956, 1959, 1960, 1961 - Paul Seymour - 1954, 1955 - Larry Costello - 1961 - Hal Greer - 1963, 1964, 1965, 1966, 1967, 1968, 1969 - Wilt Chamberlain - 1965 - Bill Cunningham - 1972 - George McGinnis - 1977 - Julius Erving - 1977 - Charles Barkley - 1986, 1987, 1992 - Allen Iverson - 2000, 2002, 2003 - Dikembe Mutombo - 2001 - Joel Embiid - 2018, 2021, 2022 Tercer Mejor Quinteto de la Temporada - Dikembe Mutombo - 2002 - Allen Iverson - 2006 - Ben Simmons - 2020 | Mejor Quinteto Defensivo - Bobby Jones - 1979, 1980, 1981, 1982, 1983, 1984 - Caldwell Jones - 1981, 1982 - Maurice Cheeks - 1983, 1984, 1985, 1986 - Moses Malone - 1983 - Dikembe Mutombo - 2001 - Robert Covington - 2018 - Ben Simmons - 2020, 2021 Segundo Mejor Quinteto Defensivo - Rick Mahorn - 1990 - Andre Iguodala - 2011 - Joel Embiid - 2018, 2021 - Matisse Thybulle - 2021, 2022 Mejor Quinteto de Rookies - Lucious Jackson - 1965 - Billy Cunningham - 1966 - Fred Boyd - 1973 - Charles Barkley - 1985 - Hersey Hawkins - 1989 - Jerry Stackhouse - 1996 - Allen Iverson - 1997 - Andre Iguodala - 2005 - Michael Carter-Williams - 2014 - Nerlens Noel - 2015 - Jahlil Okafor - 2016 - Joel Embiid - 2017 - Dario Šarić - 2017 - Ben Simmons - 2018 Segundo Mejor Quinteto de Rookies - Clarence Weatherspoon - 1993 - Shawn Bradley - 1994 - Sharone Wright - 1995 - Tim Thomas - 1998 - Thaddeus Young - 2008 |